# Ewald Georg von Kleist

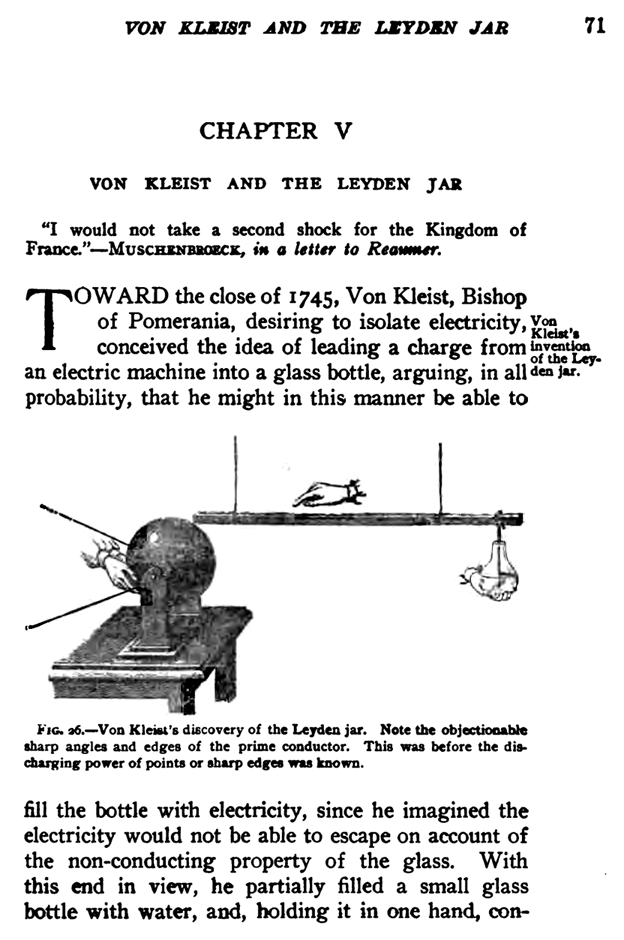
Omschrijving en tekening van Kleists uitvinding van de Leidse fles

Ewald (Jürgen) Georg von Kleist (Vietzow, 10 juni 1700 – Köslin, 11 december 1748) was een Duits-Pruisisch rechtsgeleerde, predikant en natuurkundige. In 1745 vond hij, ongeveer gelijktijdig met Pieter van Musschenbroeck, de Leidse fles uit.

## Biografie
Kleist werd geboren in Achter-Pommeren en behoorde tot de vooraanstaande adellijke familie Von Kleist. Hij studeerde rechtsgeleerdheid aan zowel de Universität Leipzig als later, in de jaren 1720, aan de universiteit van Leiden. Als Leids student kwam hij vermoedelijk in aanraking met de experimentele natuurkunde van professor Gravesande, die aan de universiteit demonstraties gaf met elektriciteit.
Kleist keerde terug naar Pommeren waar hij van 1722 tot 1745 domdecaan was van de kathedraal in Kamién en werd daarna voorzitter van de koninklijke rechtbank in Köslin.

## Elektriciteit
Begin jaren 1740 werd in Duitsland volop geëxperimenteerd met elektriciteit opgewekt met elektriseermachines, onder andere door professor Georg Mathias Bose. Met elektrische vonken werden diverse brandbare stoffen, zoals buskruit, tot ontploffing gebracht.
Gestimuleerd door Bose's experimenten, maakte Kleist zijn eigen elektriseermachine en voerde er diverse natuurkundige proeven mee uit. Om grotere elektrische vonken te produceren vond hij op 11 oktober 1745 zijn versie uit van de Leidse fles, de voorloper van de condensator. Toen Kleist zijn opgeladen fles voor de eerste keer aanraakte kreeg hij zo'n zware schok te verduren dat hij onderuit ging.
Kleist rapporteerde zijn vondst van de Kleistische Flasche aan Johann Gottlob Krüger, professor te Halle, die zijn brief liet publiceren zijn Geschichte der Erde. Desondanks bleef de ontdekking onopgemerkt. Kort daarna maakte – onafhankelijk van Kleist – de Leidse professor van Musschenbroeck dezelfde uitvinding, maar omdat hij een grotere bekendheid genoot onder Europese wetenschappers werd zijn naam aan de uitvinding verbonden en niet die van Kleist.